# Modifikation (Biologie)
Eine Modifikation ist eine durch Umweltfaktoren hervorgerufene Veränderung des Phänotyps, dem Erscheinungsbild eines Lebewesens. Dabei werden die Gene nicht verändert, eine Modifikation kann daher – anders als eine Veränderung durch Mutation – nicht vererbt werden; eine Weitergabe dieser Veränderung an die Nachkommen ist aber über das Aktivitätsmuster der Gene, also der epigenetischen Eigenschaften, möglich. 
Die Reaktionsnorm entscheidet darüber, wie variabel der Phänotyp auf Umweltänderungen reagieren kann.
Man unterscheidet fließende Modifikation (synonym: fluktuierende Variabilität), bei der ein fließender Übergang zwischen den Phänotypen feststellbar ist und umschlagende Modifikation (auch alternative oder umschlagende Modifikabilität), bei der es keine stetigen Übergänge gibt. Letzteres wird auch als Polyphänismus bezeichnet.

## Modifikabilität
Die Ursache für die phänotypische Variation kann am Beispiel von Kulturpflanzen erkannt werden. Der Ertrag dieser Pflanzen hängt nicht nur von der genetischen Beschaffenheit des Saatgutes ab, sondern auch von Faktoren wie der Bodenbeschaffenheit, dem Nährstoffgehalt des Bodens, Niederschlag und Temperatur sowie Behinderung durch andere Pflanzen.
Dass die gleiche genetische Grundlage zu gänzlich unterschiedlicher Gestaltbildung führen kann, sieht man besonders gut an Überwasser- und Unterwasserblättern beim Gewöhnlichen Pfeilkraut.

## Beispiele
Eine Pflanze, die zwischen Felsspalten auf 1.500 m Höhe wächst, wächst weniger üppig als eine Pflanze derselben Art, die 500 Höhenmeter niedriger auf fruchtbarem Boden wächst und dort nicht von anderen Pflanzen in ihrem Wachstum gehindert wird.

### Löwenzahn
Folgendes Beispiel erläutert die Modifikabilität sehr anschaulich: Wenn eine junge Löwenzahnpflanze (Taraxacum) im Längsschnitt halbiert und eine Hälfte auf Meereshöhe, die andere im Gebirge angepflanzt wird, können sich die beiden erbgleichen Pflanzen verschieden entwickeln. Obwohl der Genotyp derselbe ist, hat sich der Phänotyp durch äußere Umwelteinflüsse verändert. Entdeckt wurde dies von dem französischen Botaniker Gaston Bonnier (1853–1922). Diese Modifikation geschieht durch die Aktivierung verschiedener Gene, die zwar alle in beiden Pflanzen vorhanden sind, die aber – entsprechend dem durch Umwelteinflüsse veränderten physiologischen Zustand – aktiviert oder deaktiviert werden.
Generell gilt:
- Talform: längere Stängel + größere Blätter + normal ausgebildete Pfahlwurzel
- Bergform: kürzere Stängel + kleinere Blätter + tiefreichende, kräftige Pfahlwurzel

### Pantoffeltierchen
Eine Pantoffeltierchenpopulation lebt in einem Aquarium. Wenn alle Pantoffeltierchen auf ein einziges Individuum zurückgehen, besitzen alle Individuen der Nachkommenschaft das gleiche Erbgut, da Pantoffeltierchen sich durch mitotische Teilungen vermehren. Wird nun die Länge der einzelnen Individuen dieser Nachkommenschaft bestimmt, so werden trotz des gleichen Genotyps aller Individuen erhebliche Unterschiede gefunden. In diesem Aquarium herrschen wachstumshemmende und wachstumsfördernde Umwelteinflüsse. Die auftretenden Extremwerte erklären sich dadurch, dass die besonders großen bzw. kleinen Pantoffeltierchen primär wachstumshemmenden (Größe ca. 136 µm) bzw. wachstumsfördernden Umwelteinflüssen (Größe ca. 200 µm) ausgesetzt waren. Da jedoch die meisten Individuen sowohl günstigen als auch ungünstigen Faktoren unterlagen, sind die Tiere mittlerer Länge am häufigsten, das Verteilungsmuster entspricht daher oft einer Normalverteilung (Glockenkurve). Wachstumsfördernde Faktoren sind unter anderem gedämpftes Licht, eine gleichbleibende Temperatur und ein pH-Wert von 7–8, wachstumshemmende Faktoren sind u. a. grelles Licht und ein niedriger Sauerstoffgehalt. Dieser Versuch zeigt, dass die Modifikationsbreite genetisch festgelegt ist, d. h., eine Körperlänge von 136 µm bis zu 200 µm. Diesen erblich festgelegten Bereich bezeichnet man auch als Reaktionsnorm. Wird das kleinste bzw. das größte Individuum als Ausgangstierchen für eine neue Population ausgewählt, so resultiert in der Nachkommenschaft wieder dieselbe Verteilung der Zellgrößen, unabhängig von der Größe des Ausgangsindividuums, aber abhängig von den vorherrschenden Umgebungsvariablen.

### Mensch
Auch beim Menschen gibt es Modifikationen des Phänotyps. Die erblich festgelegte Hautfarbe wird durch UV-Strahlen verändert, Größe, Gewicht und Adipositasgrad sind von der Art der Nahrung und der Ernährungsweise abhängig.